# Tottenham Hotspur FC 2016/2017
Säsongen 2016/2017 blir Tottenham Hotspurs 25:e säsong i Premier League och 39:e säsongen i rad i den högsta divisionen i det engelska ligasystemet. Utöver ligaspel i Premier League kommer klubben att spela i FA-cupen, Ligacupen och Champions League. Liga- och cupmatcher kommer för sista säsongen spelas på White Hart Lane och Champions League-matcher kommer spelas på Wembley Stadium. Säsongen omfattar perioden från 1 juli 2016 till 30 juni 2017.

## Spelartrupp
| 1           | Hugo Lloris (C)        | Frankrike     | GK      | 26 december 1986  |
| 13          | Michel Vorm            | Nederländerna | GK      | 20 oktober 1983   |
| 30          | Pau López              | Spanien       | GK      | 13 december 1994  |
| Försvarare  |                        |               |         |                   |
| 2           | Kyle Walker            | England       | RB      | 28 maj 1990       |
| 3           | Danny Rose             | England       | LB      | 2 juli 1990       |
| 4           | Toby Alderweireld      | Belgien       | CB / RB | 2 mars 1989       |
| 5           | Jan Vertonghen (VC)    | Belgien       | CB / LB | 24 april 1987     |
| 16          | Kieran Trippier        | England       | RB      | 19 september 1990 |
| 27          | Kevin Wimmer           | Österrike     | CB / LB | 15 november 1992  |
| 33          | Ben Davies             | Wales         | LB / CB | 24 april 1993     |
| 38          | Cameron Carter-Vickers | USA           | CB      | 31 december 1997  |
| Mittfältare |                        |               |         |                   |
| 7           | Son Heung-min          | Sydkorea      | LW / FW | 8 juli 1992       |
| 11          | Érik Lamela            | Argentina     | RW / LW | 4 mars 1992       |
| 12          | Victor Wanyama         | Kenya         | DM / CM | 25 juni 1991      |
| 14          | Georges-Kévin N'Koudou | Frankrike     | LW / RW | 13 februari 1995  |
| 15          | Eric Dier              | England       | DM / CB | 15 januari 1994   |
| 17          | Moussa Sissoko         | Frankrike     | CM / DM | 16 augusti 1989   |
| 19          | Moussa Dembélé         | Belgien       | CM / AM | 16 juli 1987      |
| 20          | Dele Alli              | England       | CM / AM | 11 april 1996     |
| 23          | Christian Eriksen      | Danmark       | AM / SS | 14 februari 1992  |
| 25          | Josh Onomah            | England       | AM / SS | 27 april 1997     |
| 29          | Harry Winks            | England       | CM / DM | 2 februari 1996   |
| Anfallare   |                        |               |         |                   |
| 9           | Vincent Janssen        | Nederländerna | FW      | 15 juni 1994      |
| 10          | Harry Kane (VC)        | England       | FW / SS | 28 juli 1993      |

## Övergångar

### In
| Datum           | Position | Nationalitet  | Spelare                     | Från             | Övergångssumma | Källa       |
| --------------- | -------- | ------------- | --------------------------- | ---------------- | -------------- | ----------- |
| 23 juni 2016    | DM       | Kenya         | Victor Wanyama              | Southampton      | £11 000 000    | [ 2 ]       |
| 12 juli 2016    | CF       | Nederländerna | Vincent Janssen             | AZ Alkmaar       | £17 000 000    | [ 3 ] [ 4 ] |
| 30 augusti 2016 | MF       | Colombia      | Juan Pablo Gonzalez Velasco | Brentford        | Fri övergång   | [ 5 ]       |
| 31 augusti 2016 | MF       | Frankrike     | Georges-Kévin N'Koudou      | Marseille        | £9 400 000     | [ 6 ]       |
| 31 augusti 2016 | MF       | Frankrike     | Moussa Sissoko              | Newcastle United | £30 000 000    | [ 7 ]       |

### Ut
| Datum           | Position | Nationalitet | Spelare          | Till                 | Övergångssumma | Källa         |
| --------------- | -------- | ------------ | ---------------- | -------------------- | -------------- | ------------- |
| 26 May 2016     | RB       | England      | Christopher Paul | Queens Park Rangers  | Fri övergång   | [ 9 ]         |
| 7 juni 2016     | RW       | England      | Emmanuel Sonupe  | Free Agent           | Släppt         | [ 9 ]         |
| 7 juni 2016     | LW       | England      | Armani Daly      | Free Agent           | Släppt         | [ 9 ]         |
| 7 juni 2016     | MF       | England      | Charlie Hayford  | Sheffield Wednesday  | Fri övergång   | [ 11 ]        |
| 1 augusti 2016  | MF       | England      | Grant Ward       | Ipswich Town         | i.u.           | [ 12 ]        |
| 4 augusti 2016  | MF       | England      | Alex Pritchard   | Norwich City         | £8 000 000     | [ 13 ]        |
| 12 augusti 2016 | MF       | England      | Dominic Ball     | Rotherham United     | i.u.           | [ 14 ]        |
| 24 augusti 2016 | DF       | USA          | DeAndre Yedlin   | Newcastle United     | £5 000 000     | [ 15 ]        |
| 29 augusti 2016 | MF       | Belgien      | Nacer Chadli     | West Bromwich Albion | £13 000 000    | [ 16 ] [ 17 ] |
| 30 augusti 2016 | MF       | England      | Ryan Mason       | Hull City            | £13 000 000    | [ 18 ]        |
| 17 januari 2017 | MF       | England      | Tom Carroll      | Swansea City         | £4 500 000     | [ 19 ] [ 20 ] |

1. ↑  Efter att Paul släpptes skrev han på för Queens Park Rangers.[8]
2. ↑  Efter att Hayford släppts skrev han på för Sheffield Wednesday[10]

### Inlånade spelare
| Fr.o.m          | Position | Nationalitet | Spelare   | Lånad från | T.o.m          | Källa  |
| --------------- | -------- | ------------ | --------- | ---------- | -------------- | ------ |
| 31 augusti 2016 | GK       | Spanien      | Pau Lopez | Espanyol   | Säsongens slut | [ 21 ] |

### Utlånade spelare
| Fr.o.m          | Position | Nationalitet | Spelare         | Lånad till     | T.o.m          | Källa  |
| --------------- | -------- | ------------ | --------------- | -------------- | -------------- | ------ |
| 12 juli 2016    | DM       | Slovakien    | Filip Lesniak   | Slovan Liberec | 1 januari 2017 | [ 22 ] |
| 3 augusti 2016  | DF       | Argentina    | Federico Fazio  | Roma           | 30 juni 2017   | [ 23 ] |
| 25 augusti 2016 | MF       | Algeriet     | Nabil Bentaleb  | Schalke 04     | Säsongens slut | [ 24 ] |
| 25 augusti 2016 | FW       | England      | William Miller  | Burton Albion  | 1 januari 2017 | [ 25 ] |
| 31 augusti 2016 | FW       | Kamerun      | Clinton N'Jie   | Marseille      | Säsongens slut | [ 26 ] |
| 31 augusti 2016 | FW       | England      | Nathan Oduwa    | Peterborough   | 1 januari 2017 | [ 27 ] |
| 31 augusti 2016 | GK       | England      | Luke McGee      | Peterborough   | 1 januari 2017 | [ 27 ] |
| 7 januari 2017  | FW       | England      | Ryan Loft       | Stevenage      | Säsongens slut | [ 28 ] |
| 20 januari 2017 | FW       | England      | Shayon Harrison | Yeovil Town    | Säsongens slut | [ 29 ] |

## Matcher

### Försäsongsmatcher
| Int. Champions Cup 26 juli 2016 | Juventus              | 2–1     | Tottenham Hotspur | Melbourne, Australien                                               |  |  |
| 11:00 BST                       | Dybala 6′ Benatia 14′ | Rapport | Lamela 67′        | Arena: Melbourne Cricket Ground Publik: 31 447 Domare: Ben Williams |  |  |
|                                 |                       |         |                   |                                                                     |  |  |

| Int. Champions Cup 29 juli 2016 | Tottenham Hotspur | 0–1     | Atlético Madrid | Melbourne, Australien                                              |  |  |
| 11:00 BST                       |                   | Rapport | Godín 40′       | Arena: Melbourne Cricket Ground Publik: 42 107 Domare: Chris Beath |  |  |
|                                 |                   |         |                 |                                                                    |  |  |

| 5 augusti 2016 | Tottenham Hotspur                                                | 6–1     | Inter       | Oslo, Norge                                          |  |  |
| 16:00 BST      | Kane 5′ (str.), 57′ Lamela 40′ Alli 52′ Janssen 65′ Harrison 77′ | Rapport | Perišić 23′ | Arena: Ullevaal Stadion Domare: Svein Erik Edvartsen |  |  |
|                |                                                                  |         |             |                                                      |  |  |